# Gran Premi de Mònaco del 1994
Resultats del Gran Premi de Mònaco de Fórmula 1 de la temporada 1994, disputat al circuit urbà de Montecarlo el 15 de maig del 1994.

## Resultats de la cursa
| Pos | No | Pilot                 | Equip                 | Voltes | Temps/ Retir.    | Pos. de sort. | Punts |
| --- | -- | --------------------- | --------------------- | ------ | ---------------- | ------------- | ----- |
| 1   | 5  | Michael Schumacher    | Benetton - Ford       | 78     | 1h 49' 55. 3     | 1             | 10    |
| 2   | 8  | Martin Brundle        | McLaren - Peugeot     | 78     | + 37.278 s       | 8             | 6     |
| 3   | 28 | Gerhard Berger        | Ferrari               | 78     | + 1' 16.824 min. | 3             | 4     |
| 4   | 15 | Andrea de Cesaris     | Jordan - Hart         | 77     | + 1 Volta        | 14            | 3     |
| 5   | 27 | Jean Alesi            | Ferrari               | 77     | + 1 Volta        | 5             | 2     |
| 6   | 24 | Michele Alboreto      | Minardi - Ford        | 77     | + 1 Volta        | 12            | 1     |
| 7   | 6  | Jyrki Järvilehto      | Benetton - Ford       | 77     | + 1 Volta        | 17            |       |
| 8   | 19 | Olivier Beretta       | Larrousse - Ford      | 76     | + 2 Voltes       | 18            |       |
| 9   | 26 | Olivier Panis         | Ligier - Renault      | 76     | + 2 Voltes       | 20            |       |
| 10  | 20 | Érik Comas            | Larrousse - Ford      | 75     | + 3 Voltes       | 13            |       |
| 11  | 11 | Pedro Lamy            | Lotus - Mugen - Honda | 73     | + 5 Voltes       | 19            |       |
| Ret | 12 | Johnny Herbert        | Lotus - Mugen - Honda | 68     | Caixa canvi      | 16            |       |
| Ret | 33 | Paul Belmondo         | Pacific - Ilmor       | 53     | Problemes físics | 24            |       |
| Ret | 34 | Bertrand Gachot       | Pacific - Ilmor       | 49     | Caixa canvi      | 23            |       |
| Ret | 9  | Christian Fittipaldi  | Footwork - Ford       | 47     | Caixa canvi      | 6             |       |
| Ret | 31 | David Brabham         | Simtek - Ford         | 45     | Motor            | 22            |       |
| Ret | 4  | Mark Blundell         | Tyrrell - Yamaha      | 40     | Motor            | 10            |       |
| Ret | 3  | Ukyo Katayama         | Tyrrell - Yamaha      | 38     | Caixa canvi      | 11            |       |
| Ret | 25 | Éric Bernard          | Ligier - Renault      | 34     | Virolla          | 21            |       |
| Ret | 14 | Rubens Barrichello    | Jordan - Hart         | 27     | Probl. elèctrics | 15            |       |
| Ret | 7  | Mika Häkkinen         | McLaren - Peugeot     | 0      | Accident         | 2             |       |
| Ret | 0  | Damon Hill            | Williams - Renault    | 0      | Accident         | 4             |       |
| Ret | 10 | Gianni Morbidelli     | Footwork - Ford       | 0      | Accident         | 7             |       |
| Ret | 23 | Pierluigi Martini     | Minardi - Ford        | 0      | Accident         | 9             |       |
| Ret | 30 | Heinz-Harald Frentzen | Sauber - Mercedes     |        |                  | 25            |       |
| NVQ | 30 | Karl Wendlinger       | Sauber - Mercedes     |        | Ferides          | 26            |       |

## Altres
- Pole: Michael Schumacher 1' 18. 560
- Volta ràpida: Michael Schumacher 1' 21. 076 (a la volta 35)